# 2025年のドイツグランプリ (ロードレース)
2025年のドイツグランプリ(2025 German motorcycle Grand Prix、正式名称: Liqui Moly Motorrad Grand Prix Deutschland)は、ロードレース世界選手権の2025年シーズン第11戦として、7月13日にドイツ・ザクセン州ケムニッツのザクセンリンクで開催された。